# تیم فلانری
تیم فلانری (انگلیسی: Tim Flannery؛ زادهٔ ۲۸ ژانویهٔ ۱۹۵۶) زیست‌شناس، دیرین‌شناس، جانورشناس، طرفدار محیط زیست، گردشگر، و طبیعت‌شناس اهل استرالیا است.